# Yassine El Shammaa
Yassine El Shammaa, né le 15 mars 1999, est un nageur franco-égyptien.

## Carrière
Yassine El Shammaa obtient aux Jeux africains de 2019 la médaille d'or du 4 × 200 mètres nage libre, la médaille d'argent du 200 mètres quatre nages et la médaille de bronze du 200 mètres nage libre ainsi que du 200 mètres dos.
Il remporte aux Championnats d'Afrique de natation 2021 à Accra la médaille d'or sur 4 x 200 mètres nage libre et la médaille d'argent sur 400 mètres quatre nages et la médaille de bronze sur 200 mètres quatre nages.
Il est actuellement étudiant en médecine. 